# Tour Pleyel
Tour Pleyel ist ein Hochhaus im Pariser Vorort Saint-Denis. Das 1973 fertiggestellte Gebäude ist mit 143 m nach dem westlichen Turm der Tours Mercuriales in Bagnolet und noch vor dem östlichen Turm der Tours Mercuriales in Bagnolet und der Tour La Villette in Aubervilliers das zweithöchste Hochhaus im Département Seine-Saint-Denis. Entworfen wurde das Gebäude von den Architekten Bernard Favatier, Pierre Hérault und Marcel Freva. Das Hochhaus bietet auf 38 oberirdischen und 3 unterirdischen Etagen verteilt eine Nutzfläche von 33.000 m².
Die ursprünglichen Pläne sahen vor ein Ensemble aus 4 identischen Hochhäusern zu bauen. Letztendlich wurde wegen einer neuen städtebaulichen Politik und des Fehlens von Investoren lediglich der westliche Turm erbaut.
Im Zuge der Renovierung von 1985 wurde auf dem Dach eine riesige rotierende und beleuchtete Reklameanlage der Marke Bayer AG angebracht, wodurch sich die Höhe des Gebäudes auf 143 Meter erhöhte. 1997 wurde sie durch Philips ersetzt, 2006 durch Siemens und 2013 durch Kia. Diese Werbeanlage ist weit sichtbar und bis aus 3 Kilometer Entfernung lesbar, womit sie das Potential besitzt in besagtem Umkreis von täglich 1 Million Personen gesehen zu werden. Mit einer Länge von 34 Meter und einer Höhe von 5,2 Meter handelt es sich um die größte rotierende Werbeanlage in ganz Europa.
Das Gebäude wurde bis 2016 als Büro- und Wohnturm genutzt. Von 2016 bis 2024 wurde es aufwendig umgebaut und renoviert. Im Jahr 2024 waren die Bauarbeiten abgeschlossen und das Gebäude wurde seiner neuen Nutzung als Hotelturm mit 700 Zimmern überführt. Der Hotelkomplex wird von der H-Hotels Gruppe betrieben und verfügt über eine Rooftop-Bar und den höchsten Pool Frankreichs. Im Zuge des gleichen Projektes entstand in unmittelbarer Nachbarschaft die 125 Meter hohe Tour Maestro.
Das Hochhaus ist mit der Métrostation Carrefour Pleyel  und dem Bahnhof Stade de France – Saint-Denis  sehr gut an den öffentlichen Nahverkehr im Großraum Paris angebunden. Aktuell ist in der Nähe im Zuge des Projektes Grand Paris Express der Bau der Métrostation Saint-Denis – Pleyel vorgesehen, an der Züge der Métrolinien     halten sollen, wodurch ein neuer bedeutender Knoten im ÖPNV im Norden von Paris entstehen soll. Baubeginn für dieses Projekt war im Jahr 2017; die Eröffnung erfolgte im Jahr 2024.

## Galerie

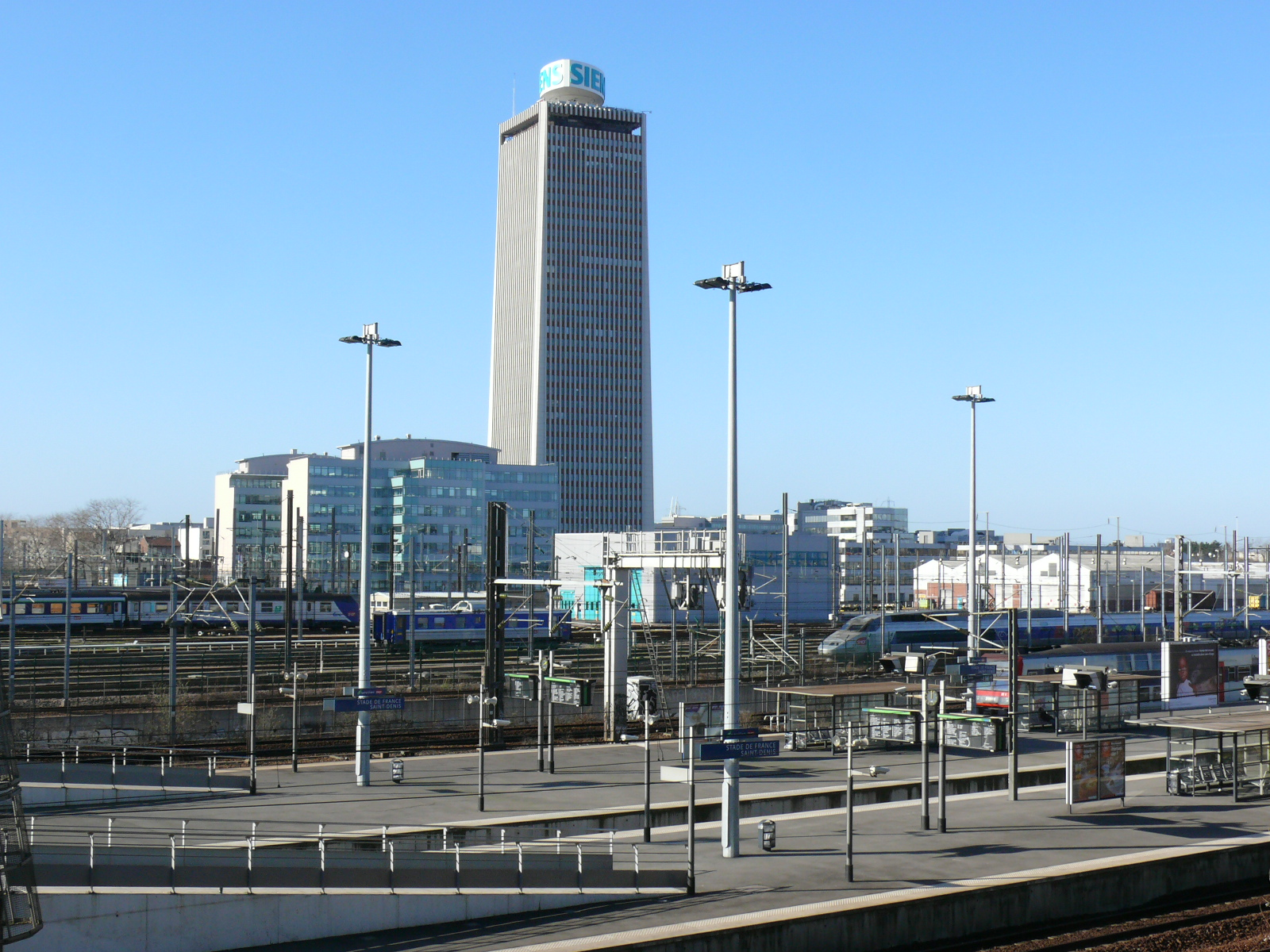
Tour Pleyel vor dem Umbau im Februar 2007

Tour Pleyel nach dem Umbau im Januar 2025